# Бонкерс (ТВ серија)
Бонкерс (енгл. Bonkers) је америчка анимирана телевизијска серија. Приказивала се од 28. фебруара 1993. до 23. фебруара 1994. године као синдикација (након „привју емитовања” почетком 1993. године на каналу The Disney Channel). Синдикацијско емитовање је било дoступно и као одвојено и као део програмских блока Дизни поподне. Репризирање се наставило као део синдикације до 1995. године и где се касније приказивала на Toon Disney до касне 2004. године. Серија је тренутно доступна на услузи Disney+.
У Србији је серија приказивана 2010. године на каналу РТС 1, синхронизована на српски језик. Синхронизацију је радио студио Loudworks и продукцију Luxor Co.

## Улоге
| Лик                   | Глас          |
| --------------------- | ------------- |
| Бонкерс               | Џим Камингс   |
| Распад                | Френк Велкер  |
| детектив Срећко Буква | Џим Камингс   |
| Миранда               | Карла Девито  |
| Мила Буква            | Шери Лин      |
| Диландра „Дил“ Буква  | Ејприл Винчел |
| шеф Леонард Канифки   | Ерл Боен      |
| Стаја                 | Кори Бертон   |
| Луди Шеширџија        | Кори Бертон   |
| Мартовски Зец         | Кори Бертон   |